# Курдская Википедия
Курдская Википедия (Wîkîpediya kurdî, ویکیپیدیای کوردی) — курдоязычный раздел Википедии, основанный в 7 января 2004 года.

## Структура
В общей сложности, Курдская Википедия насчитывает более 206.500 статей и представлена на следующих диалектах:
1. курманджи — ku (латиница, арабица), более 90.500 статей;
2. сорани — ckb (арабица), более 74.000 статей;
3. зазаки — diq (латиница), более 42.000 статей.

## История
Википедия на курдском языке была создана 7 января 2004 года и была предназначена для одновременного размещения статей на курманджи и сорани, но 12 августа 2009 года она разделилась на две версии из-за технических и лингвистических проблем. Википедия на южнокурдском на данный момент находится на этапе тестирования.
1. ↑  Коллектив авторов. Курды. Легенда Востока. — СПб.: Газпромнефть, 2020. — С. 22. — 456 с. — ISBN 9780369404503. Архивировано 9 ноября 2021 года.
2. ↑  КУ́РДСКИЙ ЯЗЫ́К : [арх. 7 марта 2022] / З. А. Юсупова // Большая российская энциклопедия [Электронный ресурс]. — 2018.
3. ↑  Список